# Aurifaber Mihály
Michael Aurifaber magyaros névalakban Aurifaber Mihály, Ötvös Mihály (14. század vége) bölcsészdoktor, pap

## Élete
Kiscsűri plébános volt a nagyszebeni egyházkerületben. Káptalanja számára egy misekönyvet szerkesztett, címe: Missarum. Qui pertinet ad Fraternitatem per Cybinium, quem compilavit Dns. Mychael Plebanus in Parvo Horreo… Anno Dni 1394. A könyv másolója bizonyos Theodoricus volt. A 20. század elején a misekönyvet a nagyszebeni káptalan könyvtárában őrizték.